# Zhou Chunxiu

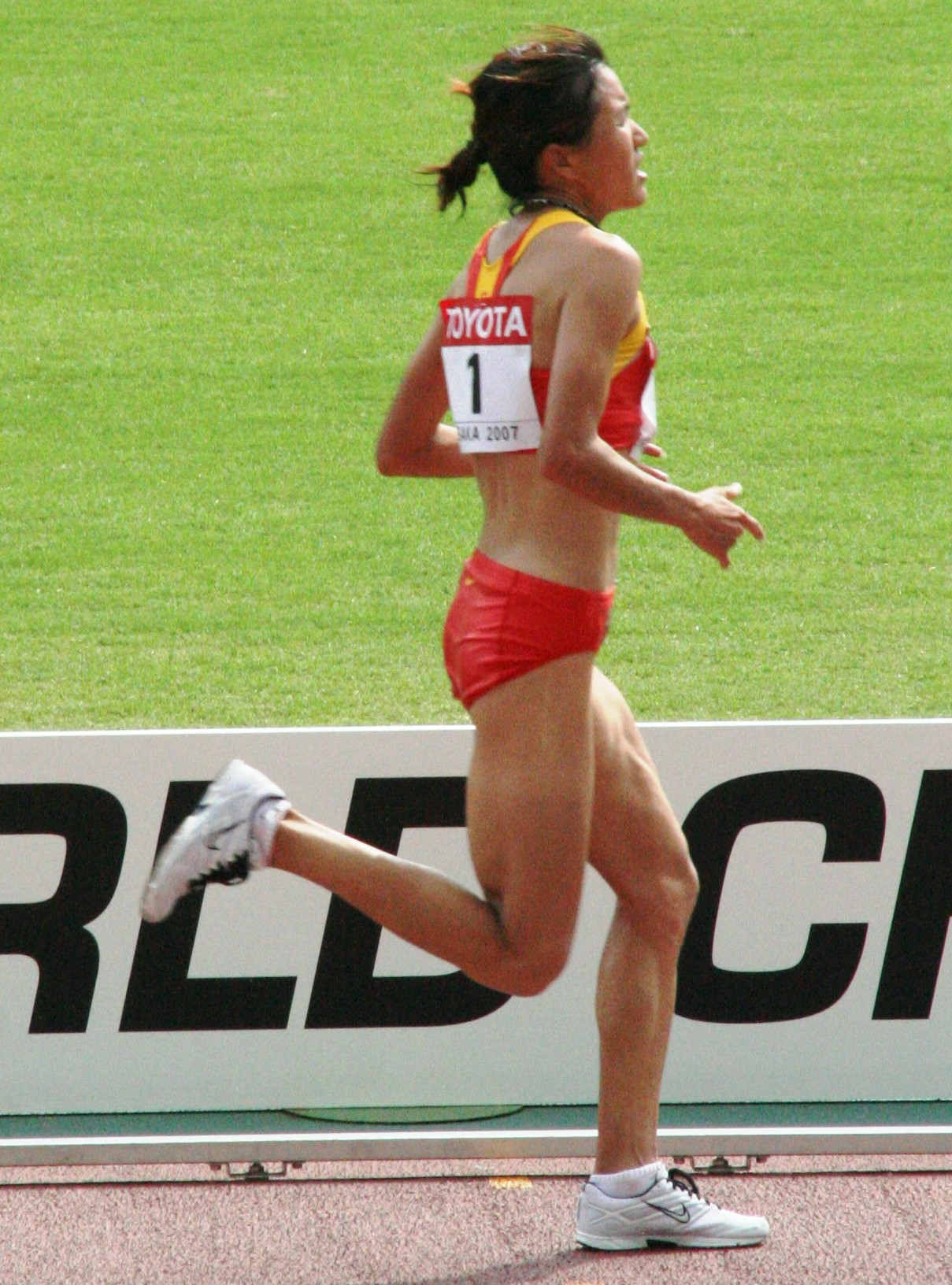
Zhou Chunxiu lors des Championnats du monde 2007

Zhou Chunxiu (chinois : 周春秀, née le 15 novembre 1978 dans le Jiangsu) est une athlète chinoise, spécialiste du marathon. Elle pèse 44 kg pour 1,63 m.
Elle a remporté le Marathon de Londres en 2007, avec un temps de 2 h 20 min 38 s.
Elle remporte la médaille de bronze du marathon aux Jeux olympiques 2008 à Pékin dans le temps de 2 h 27 min 07 s.

## Palmarès

### Jeux olympiques d'été
- Jeux olympiques 2008 à Pékin ( Chine)
  -  Médaille de bronze sur le marathon

### Championnats du monde d'athlétisme
- Championnats du monde d'athlétisme de 2007 à Osaka ( Japon)
  -  Médaille d'argent sur le marathon

## Meilleures performances
- Marathon
  - 2 h 19 min 51 s (Séoul, 12 mars 2006)
  - 2 h 20 min 38 s (Londres, 22 avril 2007)